# Synogać
Synogać – wieś w Polsce położona w województwie wielkopolskim, w powiecie konińskim, w gminie Wierzbinek, nad Notecią. Miejscowość jest siedzibą sołectwa Synogać. 
Osadnictwo na obszarze współczesnej Synogaci istniało w okresie kultury pucharów lejkowatych.
Do 1954 roku miejscowość była siedzibą gminy Boguszyce. W latach 1975–1998 miejscowość administracyjnie należała do województwa konińskiego. W roku 2011 miejscowość liczyła 303 mieszkańców, w tym 139 kobiet i 164 mężczyzn.

W gminnej ewidencji zabytków ujęty jest cmentarz ewangelicki z połowy XIX wieku. We wsi znajduje się szkoła podstawowa.